# Jacarandá-da-bahia
O jacarandá-da-bahia (nome científico: Dalbergia nigra (Vell.) Allemão ex Benth.; em inglês Brazilian Rosewood), também chamado jacarandá, caviúna, cabiúna, cabiúna-rajada, cabiúna-do-mato, graúna, caviúno, jacarandá-cabiúna, jacarandá-caviúna, jacarandá-preto, jacarandá-una e pau-preto, é uma árvore fabácea endêmica do Brasil, ocorrendo na floresta pluvial atlântica dos estados da Bahia, Minas Gerais, Espírito Santo, Rio de Janeiro e São Paulo.

## Etimologia
"Jacarandá" provém do termo tupi iakarandá. O "-da-bahia" é uma referência a sua presença expressiva no estado da Bahia.[carece de fontes?]

## Ocorrência
Ocorre na floresta ombrófila densa da Mata Atlântica, em solos ricos, tanto na mata primária quanto em formações secundárias.[carece de fontes?]

## Características
Uma das mais valorizadas madeiras brasileiras, tem sido explorada desde a fase colonial. As sementes servem de alimento para roedores, o que dificulta sua regeneração. Está na lista de espécies ameaçadas do Instituto Brasileiro do Meio Ambiente e dos Recursos Naturais Renováveis e ocorre em várias áreas protegidas.[carece de fontes?]
É uma espécie florestal nativa da família Leguminosae Papilionoideae.
Árvore de 15 a 25 metros de altura, tronco com 40–80 cm de diâmetro, madeira rija, negra, resistente, com desenhos variados, fácil de ser trabalhada.[carece de fontes?]
Folhas compostas pinadas com 11 a 17 folíolos, flores esbranquiçadas e pequenas, frutos membranosos indeiscentes com 1-2 sementes.[carece de fontes?]
Floresce entre setembro e novembro, e os frutos amadurecem em agosto-setembro.[carece de fontes?]

## Usos
Foi comumente utilizada em obras de marcenaria de luxo, construção de instrumentos de corda e instrumentos musicais e na fabricação de pianos. Inclusive foi usada em decoração externa de carros, como o Belina Luxo Especial, carro da Ford.
Instrumentos musicais feitos de jacarandá-da-bahia, hoje, são muito valorizados. A madeira foi amplamente utilizada nos anos 1950-1960 em escalas de guitarras e fundos de violões. Devido a sua sonoridade única, ao fato de estar presente em quase todos os instrumentos vintage, além do fato de ela ter se tornado uma madeira de lei, a madeira de jacarandá-da-bahia (Brazilian Rosewood) tornou-se a mais cobiçada na fabricação de instrumentos musicais.[carece de fontes?]
Desde 1992, devido a ameaça de extinção da espécie, o comércio do jacarandá está proibido. Essa proibição tornou instrumentos antigos, por exemplo, feito com a madeira da espécie nativa brasileira, com um valor de relíquia.
É considerada a madeira brasileira mais valiosa e bela.